# Алеш Мушич
Алеш Мушич (словен. Aleš Mušič — Љубљана, 28. јун 1982) професионални је словеначки хокејаш на леду који игра на позицијама левокрилног нападача и центра.
Члан је сениорске репрезентације Словеније за коју је на међународној сцени дебитовао на светском првенству 2008. године. Био је део словеначког олимпијског тима на њиховом дебитантском наступу на олимпијском турниру, на ЗОИ 2014. у Сочију.
Готово целокупну играчку каријеру провео је у ХДД Олимпији из Љубљане за коју је играо пуних 17 сезона и са којом је освојио 11 титула првака Словеније. Од 2017. игра за мађарски Фехервар у ЕБЕЛ лиги.